# Europese weg 441
De Europese weg 441 of E441 is een Europese weg die loopt van Chemnitz in Duitsland naar Hof in Duitsland. De gehele E441 gaat met de A72.

## Algemeen
De Europese weg 441 is een Klasse B-verbindingsweg en verbindt het Duitse Chemnitz met het Duitse Hof en komt hiermee op een afstand van ongeveer 110 kilometer. De route is door de UNECE als volgt vastgelegd: Chemnitz - Plauen. Het deel Plauen - Hof is in 2004/2005 toegevoegd, wat de huidige route brengt op Chemnitz - Plauen - Hof.